# Andrew King (Musikmanager)
Andrew King (* 1942) ist ein britischer Musikmanager. King, Peter Jenner und die ursprünglichen vier Mitglieder von Pink Floyd waren Partner bei Blackhill Enterprises.

## Leben
1966 begann King zusammen mit Jenner, die noch junge Band Pink Floyd zu betreuen. Sie gründeten zusammen Blackhill Enterprises. 1968, nach dem Weggang von Syd Barrett, trennte sich das Unternehmen von Pink Floyd. Zu den von Blackhill betreuten Künstlern gehörten unter anderem Marc Bolan, Roy Harper, Kevin Ayers, Ian Dury und The Clash. Blackhill organisierte auch eine Reihe kostenloser Freiluftkonzerte im Londoner Hyde Park, darunter das Konzert der Rolling Stones am 5. Juli 1969.
Nach der Auflösung von Blackhill Enterprises Anfang der 1980er betreute King weiterhin Ian Dury und andere Künstler. 1992 wurde er General Manger des Musikverlags Mute Song. King ist aktives Mitglied der Performing Right Society (PRS), die für die Rechte von Songwritern, Komponisten und Musikverlagen eintritt.